# Хлорид хрома(III)

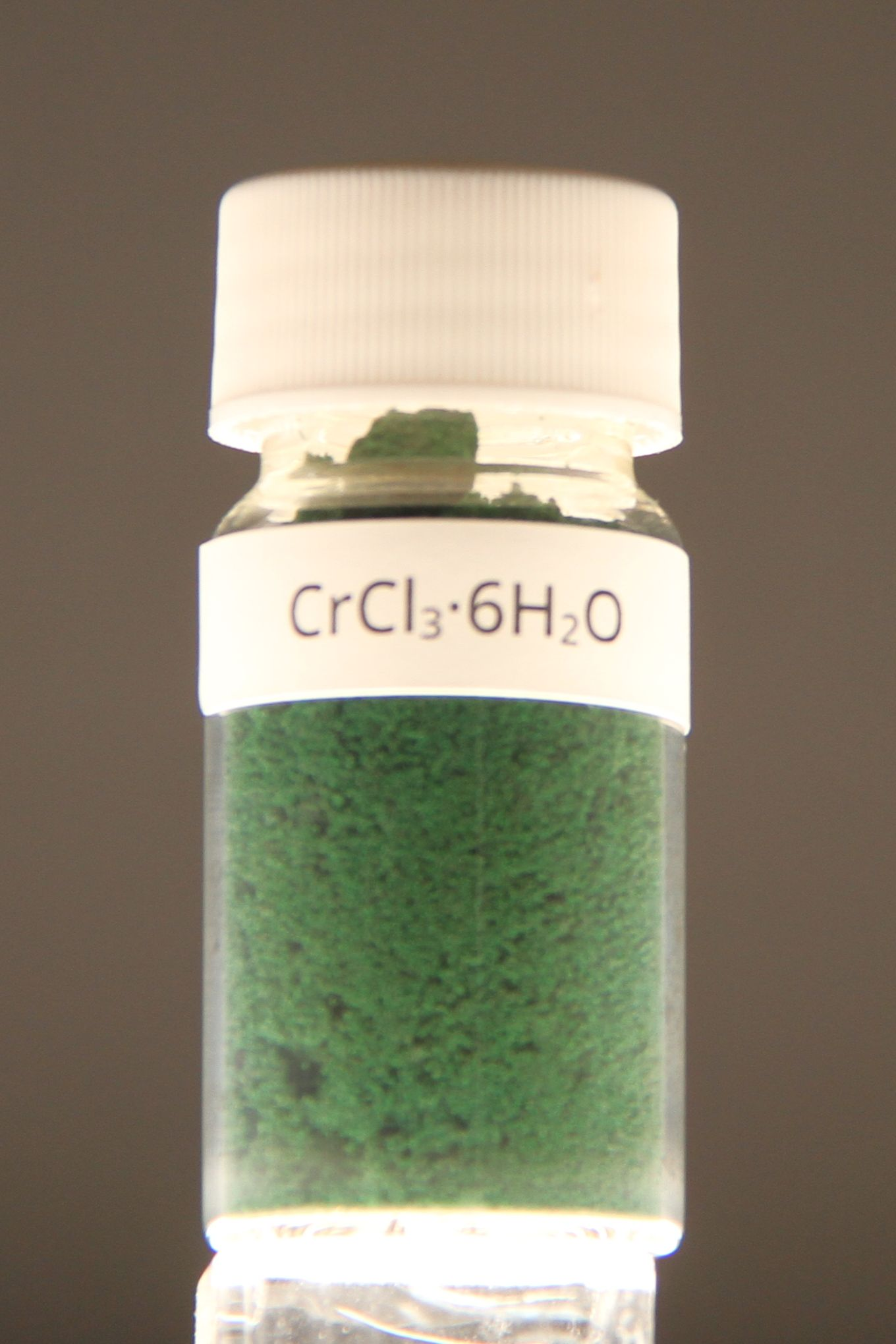
Хлорид хрома(III) гексагидрат

Хлори́д хро́ма(III) — неорганическое бинарное соединение хрома и хлора с формулой CrCl3, хромовая соль соляной кислоты.

## Свойства
Безводный хлорид хрома(III) представляет собой фиолетовые кристаллы. При 600 °C возгоняется в токе хлора и разлагается в его отсутствие на хлор и CrCl2. В воде растворим в присутствии восстановителей (Cr2+, Fe2+).
Гексагидрат хлорида хрома(III) CrCl3·6H2O представляет собой зелёные кристаллы.

## Получение
В технике получают высокотемпературным хлорированием хрома, феррохрома, а также хромовой руды в присутствии угля с раздельной конденсацией образующихся в двух последних случаях хлоридов хрома и железа. Безводный хлорид хрома(III) может быть получен хлорированием из металлического хрома прямо или косвенно, путём хлорирования оксида хрома(III) в присутствии углерода при температуре 800 °C, окись углерода в данном случае будет являться побочным продуктом реакции:
{\displaystyle {\mathsf {Cr_{2}O_{3}+3C+3Cl_{2}\longrightarrow \ 2CrCl_{3}+3CO}}}

## Применение
Применяют при электролитическом и металлотермическом получении хрома.

## Меры предосторожности
Хоть и считается, что трёхвалентный хром гораздо менее ядовит, чем шестивалентный, однако все хромовые соли более или менее токсичны.

### Другие хлориды хрома
- Хлорид хрома(II)
- Хлорид хрома(IV)

### Другие галогениды хрома(III)
- Фторид хрома(III)
- Бромид хрома(III)
- Иодид хрома(III)